# Vale Cucamonga

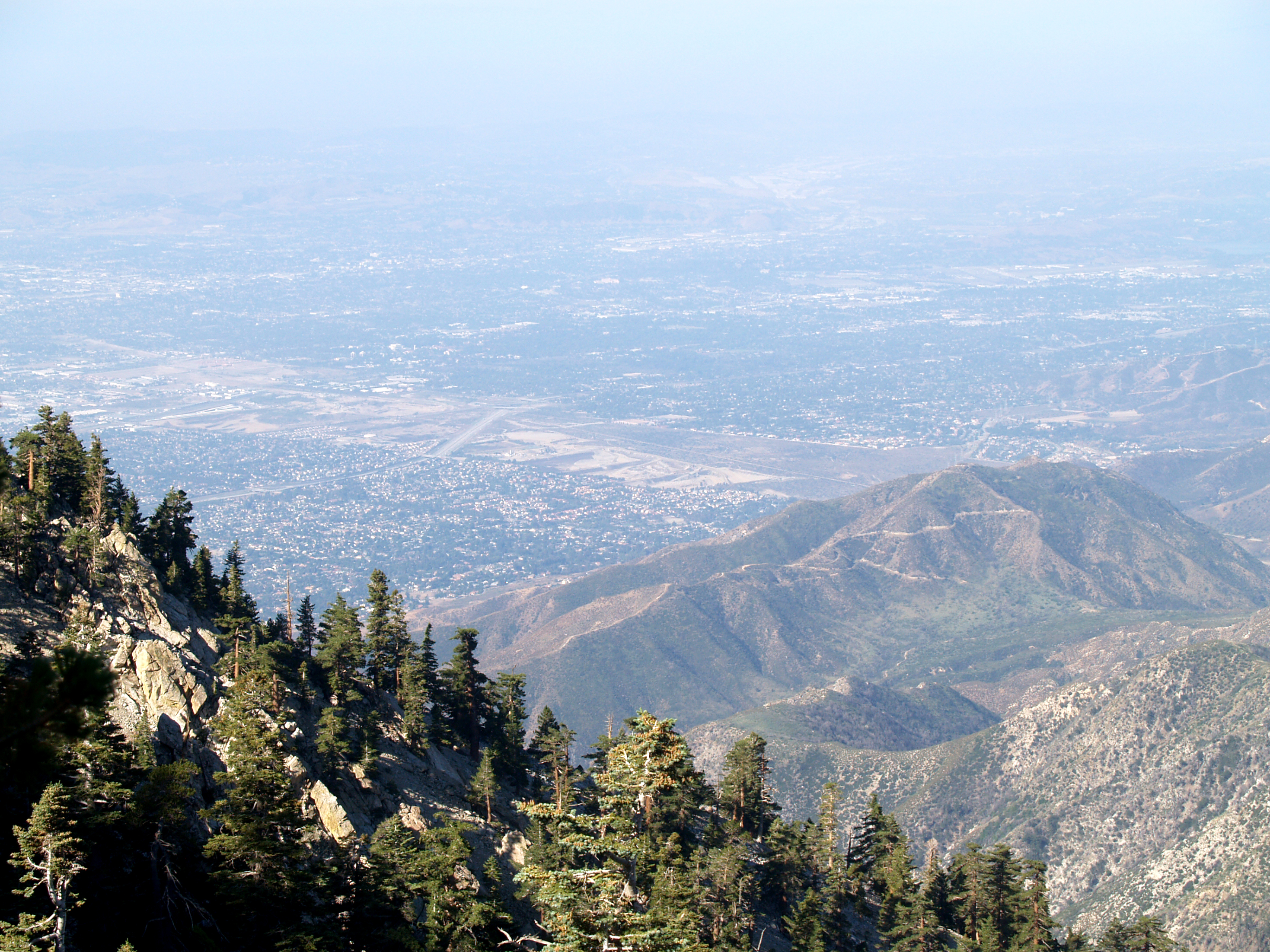
Imagem do Vale Cucamonga.

O Vale Cucamonga é uma região ao sudoeste do Condado de San Bernardino e noroeste do Condado de Riverside, no sul da Califórnia, Estados Unidos. O vale está localizado abaixo das montanhas de San Gabriel, na região do Inland Empire.

## Geografia
O Vale Cucamonga é uma região ao leste do Vale de Pomona, e oeste do Vale de San Bernardino. Está localizado entre Los Angeles e San Bernardino.
O Vale Cucamonga AVA, designado como Área Vitivinícola Americana, encontra-se na região do Vale Cucamonga. Foi um importante local de produção de vinho do final do século XIX até meados do século XX, antes da expansão urbana e a suburbanização se espalharem pela área.

### Cidades
- Corona
- Eastvale
- Fontana
- Vale do Jurupa
- Norco
- Ontário
- Rancho Cucamonga
- Rialto

## Dados Demográficos
A demografia do Vale Cucamonga mudou nos últimos anos. A população de europeus americanos, que já foi a maioria, está em declínio, enquanto a população de latinos e afro-americanos está em crescimento. 
Ao contrário da maior parte do sul da Califórnia, não há uma população substancial de asiático-americanos no vale, embora haja um crescente aumento. A cidade Rancho Cucamonga tem a maior população de asiático-americanos do Vale Cucamonga, com 9,0% de seus habitantes.

## Transporte

### Transporte Público
Duas linhas ferroviárias suburbanas, operadas pela Metrolink, a Linha San Bernardino e a Linha Riverside, atendem a área do Vale Cucamonga.

### Rodovias
As rodovias que correm na direção leste-oeste são a State Route 210, Interstate 1, State Route 60 e State Route 91. A Interstate 15 é a única rodovia norte-sul do vale.
A histórica U.S. Route 66, corre na direção leste a oeste da região. Outras rodovias e avenidas importantes são a Base Line Road, a Arrow Route, a 4th Street/San Bernardino Avenue, a Van Buren/Mission Boulevard e a Valley Boulevard, na direção leste-oeste, e a Archibald Avenue, a Sierra Avenue e a Riverside Avenue na direção norte-sul.